# Drets del col·lectiu LGBT a Namíbia

Aquest és un article sobre els drets LGBT a Namíbia. Les persones lesbianes, gais, bisexuals i transsexuals a Namíbia han d'afrontar reptes legals que no experimenten els residents no LGBT. La discriminació basada en l'orientació sexual i la identitat de gènere no està prohibida a Namíbia. Les llars encapçalades per parelles del mateix sexe no són elegibles per a les mateixes proteccions legals disponibles per a parelles del sexe oposat.
El clima per a les persones LGBT a Namíbia s'ha alentit en certa manera en els últims anys. El principal grup de defensa de LGBT del país és OutRight Namibia, que es va formar el març de 2010. Organitza les primeres parades d'orgull de Namíbia i pretén ser "una veu per a dones lesbianes, gais, bisexuals i persones transsexuals i intersexuals a Namíbia".

## Legalitat de l'activitat homosexual
L'activitat homosexual entre dones és legal a Namíbia. Els actes homosexuals entre homes continuen sent un delicte al país d'acord amb la llei comunal romano-holandesa, imposada pels sud-africans. Namíbia va mantenir aquesta llei als llibres després que es va independitzar el 1990. No obstant això, no hi ha casos en què aquesta llei s'hagi aplicat mai.
L'agost de 2016, el Comitè de Drets Humans de les Nacions Unides va publicar un informe a Windhoek, la capital de Namíbia, i va demanar al país que abolís la prohibició de sodomia. Reaccionant a la crida del Comitè, John Walters, el Defensor del Poble de Namíbia, que té mandat per promoure i protegir els drets humans, va dir que les persones haurien de ser lliures per a viure les seves vides tal com consideren oportunes. Walters va dir:
| « | Crec que l'antiga llei de sodomia ha complert el seu propòsit. Quants processaments hi ha hagut? Crec que cap en els últims 20 anys. Si no perseguim les persones, per què tenim la llei? | » |

## Reconeixement de les relacions de persones del mateix sexe
El 2001, una dona de Namíbia i la seva parella alemany van demandar que la seva relació es reconegués perquè la parella pogués residir a Namíbia. Tot i haver-ne perdut el cas, el ministre d'Interior va concedir la seva sol·licitud l'any següent.
El síndic de Namíbia va parlar a l'agost de 2016 sobre matrimoni homosexual i va dir el següent:
| « | Si les persones del mateix sexe volen casar-se, és la seva elecció, que el país, la comunitat, les esglésies i el govern ho reconeguin [és una altra cosa]. | » |

El desembre de 2017, una parella sud-africana-namibiana del mateix sexe va presentar una demanda contra el govern de Namíbia que va reconèixer a Namíbia el seu matrimoni de Sud-àfrica. El seu matrimoni no és reconegut per l'estat, causant problemes per la parella sud-africana que no podria obtenir un permís de residència permanent. La parella també va demandar al Govern tenir el seu fill, adoptat a Sud-àfrica, reconegut sota la llei de Namíbia.
El gener del 2022, el Tribunal Superior de Namíbia va rebutjar una sol·licitud per reconèixer les parelles del mateix sexe al país. La demanda va ser presentada per dues persones namibianes amb parelles estrangeres, les unions de les quals són reconegudes a Alemanya i Sud-àfrica, però no a Namíbia. La decisió es va fomentar principalment en una sentència del Tribunal Constitucional de 2001 que no atorgava a les parelles del mateix sexe el mateix estatus que a les parelles heterosexuals. Els demandants van recórrer la sentència al Tribunal Constitucional de Namíbia.
Un any i quatre mesos més tard, el Tribunal Constitucional va resoldre la seva sol·licitud i va reconèixer per primera vegada dos matrimonis del mateix sexe celebrats a l'estranger, anul·lant així la decisió del Tribunal Superior. Això implica que les oficines de registre han de reconèixer els matrimonis del mateix sexe existents si s'han celebrat legalment a l'estranger.

## Proteccions de la discriminació

Mapa i bandera LGBT de Namíbia

La discriminació sobre la base d'orientació sexual i identitat de gènere no està prohibida a Namíbia.
L'agost de 2016, el Comitè de Drets Humans de les Nacions Unides va demanar al Govern de Namíbia que adoptés una legislació que prohibís explícitament la discriminació basada en l'orientació sexual, inclosa la Llei del treball (Llei núm. 11 de 2007). Després de la crida del Comitè, el Defensor del Poble de Namíbia va argumentar que una mesura que prohibia la discriminació per motius d'orientació sexual ha d'estar en la Constitució.

## Crims d'odi
Les persones LGBT de Namíbia s'enfronten a la discriminació, l'assetjament i la violència. A més, de manera similar a la veïna Sud-àfrica, les lesbianes ocasionalment són víctimes de l'anomenada violació correctiva, on els violadors mascles pretenen violar la víctima lesbiana amb la intenció de curar-la de la seva orientació sexual.
L'agost de 2016, el Comitè de Drets Humans de les Nacions Unides va fer una crida a Namíbia per adoptar una llei de delictes d'odi que castigués la violència homòfoba i transfòbica i l'imposava vigorosament.

## Opinió pública
Un sondeig d'opinió de l'Afrobaròmetre de 2016 va revelar que el 55% dels namibis acollirien o no els molestaria pas tenir un veí homosexual. Namíbia va ser un dels quatre països enquestats amb una majoria a favor. (els altres són Sud-àfrica, Cap Verd i Moçambic)

## Condicions de vida
El 2005, el viceministre d'Assumptes Interiors i Immigració, Teopolina Mushelenga, va afirmar que lesbianes i gais van trair la lluita per la llibertat de Namíbia, van ser responsables de la pandèmia del VIH/SIDA a Namíbia, i eren un insult a la cultura africana. En 2001 el president Sam Nujoma va advertir sobre les properes purgues contra gais i lesbianes a Namíbia, dient que "la policia ha d'arrestar, empresonar i deportar els homosexuals i lesbianes que es troben a Namíbia". El Ministre d'Afers Interns Jerry Ekandjo en 2000 va instar 700 oficials de policia recentment graduats a "eliminar" gais i lesbianes "de la faç de Namíbia".
Mr Gay Namibia 2011, Wendelinus Hamutenya, va ser víctima d'un assalt homofòbic al desembre de 2011 a Windhoek.
En novembre de 2012 Ricardo Amunjera fou coronat Mr Gay Namibia. El certamen va tenir lloc en un teatre-restaurant a la capital, Windhoek. Posteriorment Amunjera va casar-se amb la seva parella de tota la vida el 2013.
En desembre de 2013, McHenry Venaani, el president de l'Aliança Democràtica de Turnhalle, va parlar a favor dels drets LGBT i va dir que les persones haurien de poder viure les seves vides privades sense interferències.
La primera marxa de l'orgull a Namíbia es va celebrar a Windhoek al desembre de 2013. Hi van assistir unes 100 persones. La ciutat de Swakopmund va celebrar la seva primera desfilada d'orgull al juny de 2016. Ambdós han continuat anualment des de llavors i no s'han enfrontat a cap impediment pel govern de Namíbia.

## Taula resum
| Activitat sexual legal amb el mateix sexe                     | (Des del 2024)                                                  |
| Mateixa edat de consentiment                                  | (Des del 2024)                                                  |
| Lleis antidiscriminació a la feina                            | No                                                              |
| Lleis antidiscriminació en la prestació de béns i serveis     | No                                                              |
| Matrimoni del mateix sexe                                     | No                                                              |
| Lleis antidiscriminació en el discurs de l'odi i la violència | No                                                              |
| Reconeixement de les parelles del mateix sexe                 | / (des del 2023, es reconeixen si s'han celebrat a l'estranger) |
| Adopció de fillastres per parelles del mateix sexe            | No                                                              |
| Adopció conjunta per parelles del mateix sexe                 | No                                                              |
| Prestació de servei militar per gais i lesbianes              | No                                                              |
| Dret legal a canviar de gènere                                | No                                                              |
| Accés a la fecundació in vitro per lesbianes                  | No                                                              |
| Subrogació comercial per a parelles d'homes homosexuals       | No                                                              |
| Permís per donar sang als MSMs                                | Yes                                                             |